# Erigeron kumaunensis
Erigeron kumaunensis là một loài thực vật có hoa trong họ Cúc. Loài này được (Vierh.) Wendelbo mô tả khoa học đầu tiên năm 1952.